# そよ風と私
「そよ風と私」（そよかぜとわたし）は、1977年4月10日に発売された岡田奈々の8枚目のシングル。発売元はNAVレコード（現・ポニーキャニオン）。

## 解説
- 本作からは、デビュー曲「ひとりごと」からひきつづき7連投した松本隆らの作家陣を一新し、作詞に前年1976年（昭和51年）に大塚博堂「ダスティン・ホフマンになれなかったよ」を手がけた作詞家・藤公之介を起用、作曲に前年の岡田奈々の大ヒット曲「青春の坂道」を手がけた森田公一が再登板、編曲には岡田の2枚目のシングル「女学生」以来の高田弘の再登板となった。リリースナンバーはN-13、定価600円[1]。

- 本シングルは、同年12月21日発売の前作「かざらない青春」[2]以来、約4か月ぶりのシングルリリースとなった。岡田はこの間、3月に堀越高等学校を卒業し、4月に戸板女子短期大学に入学した[3]。

- 岡田はまだ18歳になったばかりであった。

- 現在、A面・B面ともにCD音源化されている。

## 収録曲
- 全曲作詞：藤公之介／作曲：森田公一／編曲：高田弘

1. そよ風と私 (2分40秒)
2. 二人乗りのしのび逢い (3分2秒)

## 収録アルバム
- 『岡田奈々 スーパーベスト』 （1986年11月5日発売、廃盤） - 「そよ風と私」
- 『岡田奈々』 （1989年8月21日発売、廃盤） - 「そよ風と私」
- 『MYこれ!クション 岡田奈々 BEST』 （2001年10月17日発売） - 「そよ風と私」
- 『ぼくらのベスト アルバム復刻シリーズ 岡田奈々2 （2004年5月19日発売）

アルバム『クリーム・ソーダ』 - 「そよ風と私」「二人乗りのしのび逢い」
- 『憧憬+シングルコレクション』 （2008年7月16日発売） - 「そよ風と私」